# 清惠陵
清惠陵（穆麟德轉寫：fulehungge munggan）是中国清穆宗同治帝的陵寝，位于河北省遵化市的双山峪，为清东陵中的陵寝之一。督造惠陵工程的大臣為恭亲王、醇亲王、魁龄、荣禄、翁同龢。
光绪元年（1875年）八月始建，至光绪四年（1879年）九月完工。

## 陵墓構造
帝陵主要建筑有神道碑亭、方城、隆恩门、明楼、宝顶、地宫等。但没有修建石象生、神道也没有与清东陵的主神道连接。惠陵妃园寝主要建筑由南而北依次為：一孔拱橋、東側一座三孔平橋、東西厢房、東西值班房、大門、東燎炉、享殿、園寢門、寶頂下各有地宫，周圍环以朱垣。大门外建筑为灰布瓦盖顶，大门内建筑均以绿琉璃瓦覆頂。有惠陵總司監督延昌撰《惠陵工程備要》。

## 墓主

### 帝陵主體
惠陵地宫内合葬同治帝及孝哲毅皇后阿鲁特氏二人。

### 惠陵妃园寝
坐落在惠陵西侧的西双山峪，是清穆宗（同治帝）的妃园寢，园寝仿定陵妃园寝而建。
園寢內葬淑慎皇贵妃、献哲皇贵妃、荣惠皇贵妃、恭肃皇贵妃四人。淑慎皇貴妃寶頂居前排正中，另三位皇貴妃的寶頂居后排。東側：恭肅皇貴妃、献哲皇貴妃、榮惠皇貴妃。

## 後事
1928年，惠陵妃园寝被盗。
1945年底，时任中共冀东军区十五分区对敌工作部部长张尽忠，被当地盗墓惯犯王绍义以盗得的陪葬品买通后，把盗陵冠以“斗争皇上大地主”、“帮助群众度过饥荒”之名，广泛动员陵寝地宫的知情者、会用雷管炸药的能人加入，还拉拢了蓟遵兴联合县八区区长介儒。这场盗陵活动，变成一场上千人参与的明火执仗的群体性犯罪：张尽忠把参与盗陵的人员集中起来，各有分工。每次盗陵，都在陵寝周边5华里设置警戒哨，由持枪民兵负责看守，然后由青壮年劳动力负责挖开地宫入口，进入券门。从1945年底到1946年1月，总计超过千人的盗陵队伍把清东陵除孝陵之外的所有陵寝盗掘殆尽。根据当事人的回忆：“（惠陵地宫里）看到两具棺椁。同治皇帝居右，只剩一把骨头了，也没有什么衣物。皇后尸身没烂，有长发，衣服被扒光，俯身躺在棺内，棺前还有一些黄的丝织碎片……皇后腹部被剖开了，肠子流了一棺，传说皇后生前是吞金死的……”
其后至1953年，惠陵又被多次盗掘。